# مديرية الرجم

تعديل مصدري - تعديل

مديرية الرجم إحدى مديريات محافظة المحويت اليمنية والتي تقع إلى الغرب من العاصمة صنعاء. بلغ عدد سكانها 75708 نسمة عام 2004.

موقع مديرية الرجم في محافظة المحويت